# アルトゥール・モレイラ・リマ
アルトゥール・モレイラ・リマ（Arthur Moreira Lima、1940年7月16日 - 2024年10月30日）は、ブラジル出身のピアニスト。

## 略歴
リオデジャネイロの生まれ。6歳でピアノを始め、9歳でモーツァルトのピアノ協奏曲第9番をブラジル交響楽団と演奏するほどの腕前になった。その後、地元リオデジャネイロでルチア・ブランコ、パリでマルグリット・ロン、モスクワでルドルフ・ケレルの各氏にピアノを師事。1965年のショパン国際ピアノ・コンクールで二位入賞、1969年のリーズ国際ピアノ・コンクールとチャイコフスキー国際コンクール のそれぞれで3位入賞を果たした。2003年から、音楽に触れることの少ないへき地の人たちを対象に、即席の演奏会場に出来るトラックにピアノを積んで演奏に出かける活動を重点的に行う。
腸がんとの闘病の末、2024年10月30日にフロリアノーポリスの病院で死去。84歳没。